# Campeonato del mundo de marcha atlética por equipos
El Campeonato del mundo de marcha atlética por equipos (antes conocido como Copa del mundo de marcha atlética) es una competición de marcha atlética organizada por World Athletics.
Las diferentes ediciones se han realizado generalmente en periodos bienales desde 1961 y con la incorporación femenina desde 1979. 
Las mujeres empezaron a participar a partir del año 1979 en Eschborn, aunque las marchadoras ya compitieron en 1975 de manera no oficial.
Desde el año 2004 pueden participar también atletas de categoría junior (hombres y mujeres de 19 años o menos).  
Dentro del mundillo de la marcha atlética era conocida como Copa Lugano en recuerdo de la ciudad que la albergó la primera edición. Mantuvo el nombre de Copa del mundo de marcha atlética hasta la edición del año 2014 (Taicang). La edición del año 2016 (Roma) se celebró ya como Campeonato del mundo de marcha atlética por equipos.  A pesar del cambio de nombre mantuvo el numeral, siendo la de 2016 la edición número 27.
Hasta 1985 se llevó a cabo una ronda semifinal, previa a la final. Desde entonces el evento se ha celebrado como una final directa en cada una de las distancias.
La clasificación por equipos se realizó de manera conjunta hasta el año 1993. Ese año se empezó a realizar la clasificación por distancias, manteniendo la clasificación conjunta hasta el año 1999, en que quedó exclusivamente la clasificación por equipos para cada una de las especialidades (hombres 10, 20 y 50 km y mujeres 10 y 20 km)
Dada la extensión de la información relativa al campeonato, esta se encuentra dividida en dos anexos que contienen la clasificación individual y por equipos: 
- Anexo: Campeonato del mundo de marcha atlética por equipos - Clasificación individual
- Anexo: Campeonato del mundo de marcha atlética por equipos - Clasificación por equipos

A lo largo de la historia han ido cambiando las distancias a recorrer por los marchadores, como se puede apreciar en el gráfico.

## Cronograma de distancias
En el siguiente gráfico se indica la evolución tanto en distancias como en género de los participantes en las ediciones del campeonato.

## Distancias a recorrer
- Hombres - 10 km

Los hombres compiten sobre los 10 km de manera ininterrumpida desde el año 2004 en categoría sub-20.
- Hombres - 20 km

Esta distancia se practica de manera ininterrumpida en categoría masculina desde la primera edición de la Copa del Mundo, en el año 1961.
- Hombres - 35 km

Esta distancia se disputó en categoría masculina solamente en la edición de 2022.
- Hombres - 50 km

Esta distancia se disputó en categoría masculina desde la primera edición de la Copa del Mundo, en el año 1961, hasta el año 2018.
- Mujeres - 5 km

Las mujeres empezaron a participar a partir del año 1977 aunque ya en 1975 se realizaron, de manera no oficial, pruebas femeninas. Solamente se marchó sobre la distancia de los 5 km en dos ocasiones: en 1979 (Eschborn) y en 1981 (Valencia).
- Mujeres - 10 km

Las mujeres compitieron en los 10 km desde el año 1983 hasta 1997. A partir de 2004 esta prueba se ha disputado en categoría sub-20.
- Mujeres - 20 km

Se compite sobre esta distancia de manera ininterrumpida desde el año 1999.
- Mujeres - 35 km

Esta distancia se disputó en categoría femenina solamente en la edición de 2022.
- Mujeres - 50 km

Las mujeres solo han competido sobre esta distancia en 2018. En 2016 la prueba fue mixta, pero solo participó una mujer.
- Relevo maratón

Esta prueba de relevo mixto (un hombre y una mujer, dos relevos cada uno de ellos, sobre la distancia de la maratón) se disputa desde 2024.